# 新田駅 (京都府)

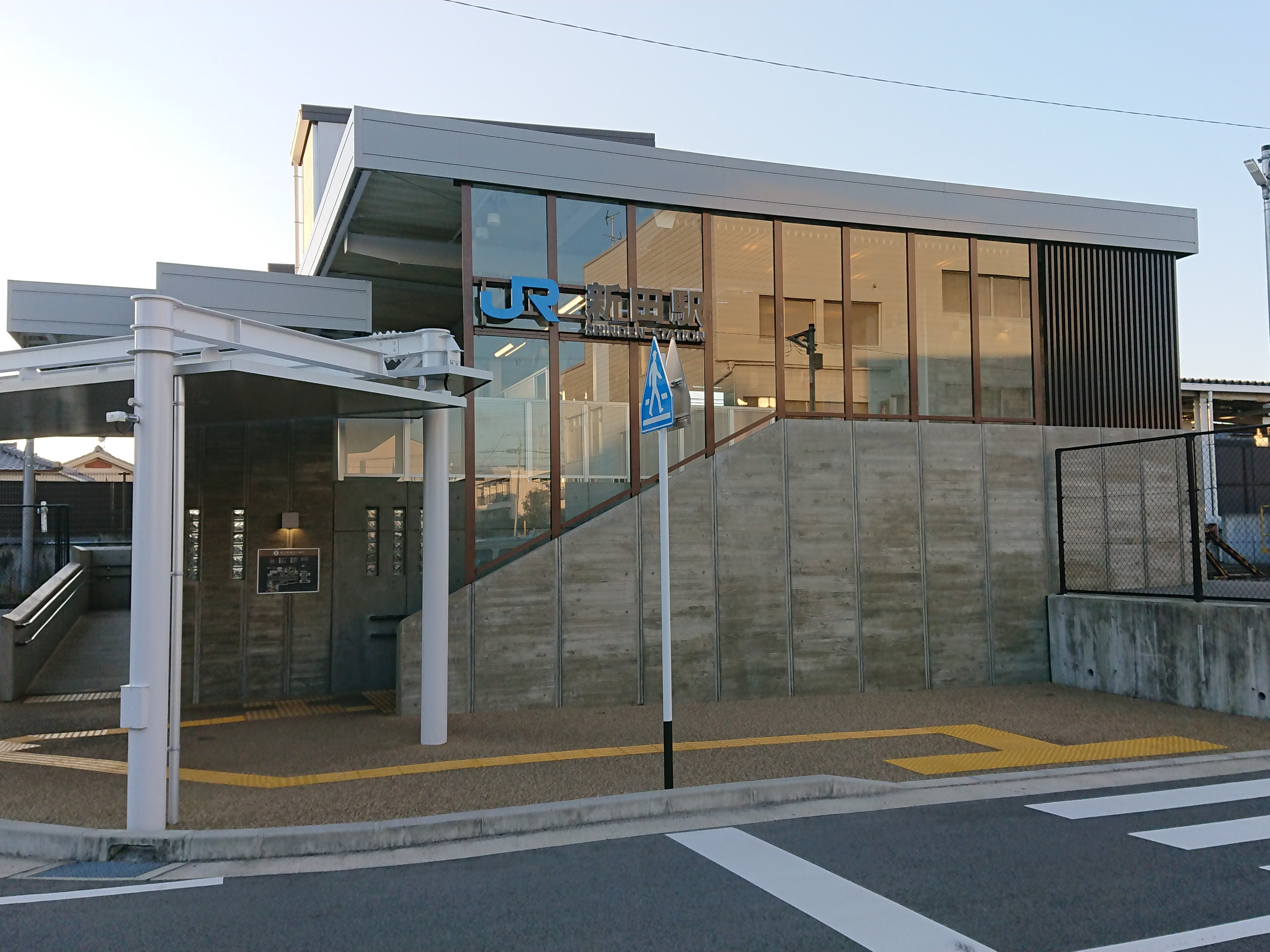
東口（2021年1月）

新田駅（しんでんえき）は、京都府宇治市広野町東裏にある、西日本旅客鉄道（JR西日本）奈良線の駅である。駅番号はJR-D11。

## 歴史
- 1896年（明治29年）1月25日：奈良鉄道の桃山駅から玉水駅間の延伸と同時に開業する[3]。
- 1905年（明治38年）2月7日：合併により関西鉄道の駅となる[4]。
- 1907年（明治40年）10月1日：関西鉄道が国有化され[3]、国有鉄道の駅となる。
- 1909年（明治42年）10月12日：線路名称が制定され、奈良線の所属となる[4]。
- 1978年（昭和53年）4月1日：貨物の取り扱いを廃止[3]。
- 1984年（昭和59年）10月20日：荷物扱い廃止[3]。
- 1987年（昭和62年）4月1日：国鉄分割民営化により、西日本旅客鉄道（JR西日本）の駅となる[3]。
- 1999年（平成10年）1月25日：自動改札機を設置し、供用開始[5]。
- 2001年（平成13年）3月3日：当駅 - 宇治駅間が複線化される[6]。同日に実施されたダイヤ改正により快速列車の停車駅になる。
- 2003年（平成15年）11月1日：「ICOCA」の利用が可能となる[7]。
- 2018年（平成30年）
  - 3月17日：駅ナンバリングが導入され、使用を開始[8]。
  - 5月28日：14時より東口駅前広場および東口改札が新設され、供用開始[9]。
- 2022年（令和4年）2月27日：城陽駅 - 当駅間が複線化[10]。

## 駅構造
相対式ホーム2面2線を持つ地上駅。駅西口側ホームが1番のりば（上り）、東口側のホームが2番のりば（下り）となっている。双方のホームを結ぶ跨線橋は旧来の屋根のない部分と、エレベーター設置に伴い新設された屋根のある通路部分が並行する形になっている。
宇治駅が管理し、JR西日本交通サービスが駅業務を受託している業務委託駅である。
なお、東北本線の新田駅と区別する為に切符には「（奈）新田」と印字される。また、ICカード乗車券「ICOCA」の利用が可能である（相互利用可能ICカードはICOCAの項を参照）。
駅西口前にはコブシ（樹齢250年）とイチョウ（樹齢150年）があり、ともに「宇治市銘木百選」に選定されている。

### のりば
| のりば | 路線   | 方向 | 行先           |
| ------ | ------ | ---- | -------------- |
| 1      | 奈良線 | 上り | 宇治・京都方面 |
| 2      | 奈良線 | 下り | 木津・奈良方面 |

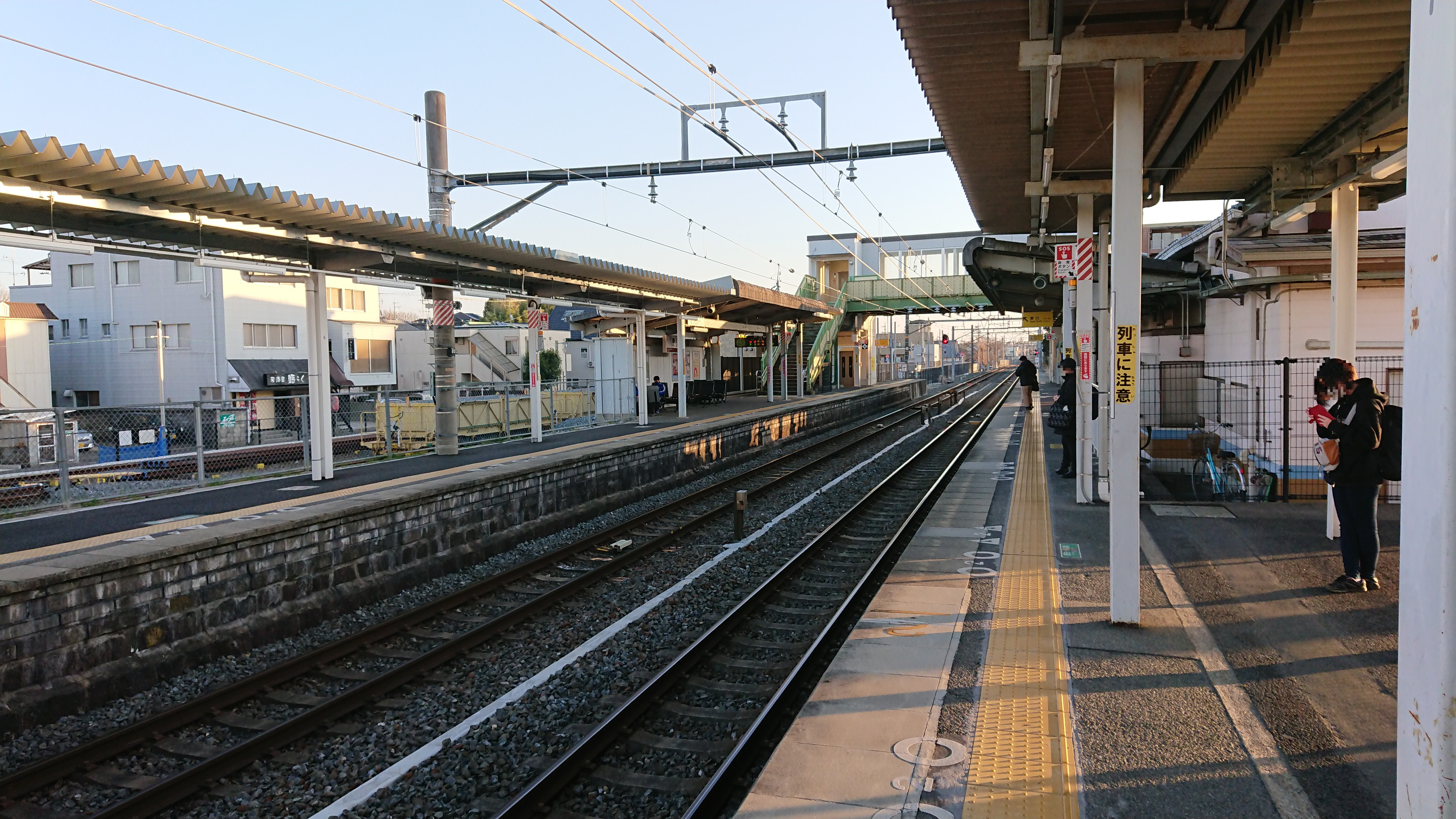
ホーム（2021年1月）

### 駅設備の改良
2006年に策定された「宇治市交通バリアフリー全体構想」の中で、当駅や近鉄京都線大久保駅を含む周辺地域の整備が重点的に位置づけられ「大久保駅周辺地区交通バリアフリー基本構想」がワークショップや市民の意見を募集したうえで策定されたが、この構想に当駅のバリアフリー化も盛り込まれたことから具体的な検討がなされた。これを踏まえ、2008年から翌年にかけて、車椅子に対応するための工事が行われた。また、中長期的な計画として駅舎の橋上駅舎化と自由通路の設置も検討されている。
その後、奈良線の複線化事業に併せて2017年10月から2番のりば側に東口改札および駅前広場を整備が行われ、2018年5月28日の14時より供用開始された。東口駅舎には自動改札機が2通路分、券売機と精算機が各1台設置された。

## 利用状況
JR西日本の移動等円滑化取組報告書によれば、2023年度の1日当たりの利用者数は6,694人。京都府統計書によると、1日の平均乗車人員は以下の通りである。
| 年度   | 一日平均 乗車人員 |
| ------ | ----------------- |
| 1999年 | 1,934             |
| 2000年 | 1,923             |
| 2001年 | 2,277             |
| 2002年 | 2,397             |
| 2003年 | 2,507             |
| 2004年 | 2,551             |
| 2005年 | 2,655             |
| 2006年 | 2,734             |
| 2007年 | 2,725             |
| 2008年 | 2,770             |
| 2009年 | 2,701             |
| 2010年 | 2,836             |
| 2011年 | 2,954             |
| 2012年 | 2,963             |
| 2013年 | 3,036             |
| 2014年 | 2,984             |
| 2015年 | 3,036             |
| 2016年 | 3,058             |
| 2017年 | 3,104             |
| 2018年 | 3,134             |
| 2019年 | 3,178             |
| 2020年 | 2,696             |
| 2021年 | 2,819             |
| 2022年 | 3,022             |

## 駅周辺

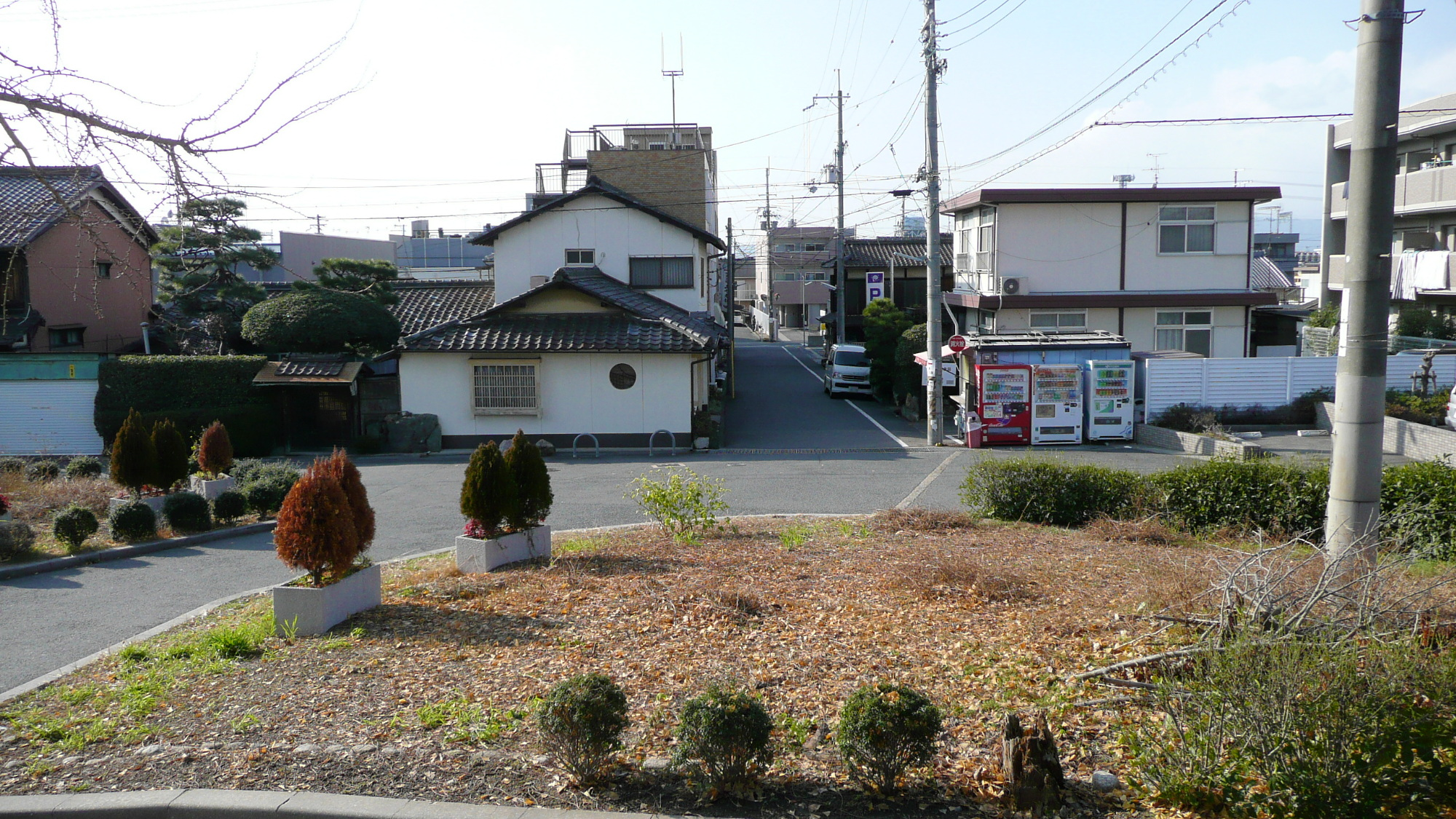
駅前（駅舎側から望む）

かつての久世郡の中心付近、現在の宇治市の南西部に位置している。当駅とは徒歩圏内にある近鉄大久保駅の前後ではそれぞれの路線がX（エックス字）状に接近（約300m）しているほか、駅近くのJR新田駅(南口)バス停留所や近鉄大久保のバスターミナルから各方面へのバス路線が設定されるなど交通結節点となっている。ただし比較的商業施設が集中する大久保駅に対し、当駅はどちらかといえば住宅地の中にある。
駅が属する宇治市のほか、城陽市や久御山町に属する地域にも徒歩圏を含む。
- 大久保駅（近鉄京都線）
- 円蔵院 - 駅の南側で線路が山門と本堂の間を横切っている。
- 広野公民館
- 宇治市立大久保小学校
- 京都府立宇治支援学校
- 立命館宇治中学校・高等学校
- 新田郵便局

## バス路線
近隣に所在する以下のバス停留所より、以下の方面への路線が京都京阪バスによって運行されている。
JR新田駅
- 京阪淀駅 / 近鉄大久保 / 京阪宇治駅[16]

JR新田駅南口
- 近鉄大久保 / 京阪宇治駅 / JR黄檗駅 / 太陽が丘[17]

## 隣の駅
西日本旅客鉄道（JR西日本）
 奈良線
■みやこ路快速
通過
■快速・■区間快速・■普通
JR小倉駅 (JR-D10) - 新田駅 (JR-D11) - 城陽駅 (JR-D12)